# 17065 Shrilashah
17065 Shrilashah è un asteroide della fascia principale. Scoperto nel 1999, presenta un'orbita caratterizzata da un semiasse maggiore pari a 2,372973 UA e da un'eccentricità di 0,161672, inclinata di 6,906145° rispetto all'eclittica. Ha un diametro di 7,373 km.